# 1976 en bande dessinée
| Années de la bande dessinée : 1973 - 1974 - 1975 - 1976 - 1977 - 1978 - 1979    |
| Décennies de la bande dessinée : 1940 - 1950 - 1960 - 1970 - 1980 - 1990 - 2000 |

Cet article présente les faits marquants de l'année 1976 en bande dessinée.

## Événements
- 23 au 25 janvier : 3e Festival international de la bande dessinée d'Angoulême : Festival d'Angoulême 1976.
- Première aventure d'Adèle Blanc-Sec par Jacques Tardi.
- avril : L’Homme d’Acier de DC rencontre l’Homme-Araignée de Marvel dans Superman vs Spider-Man, publié conjointement par DC Comics et Marvel Comics, les deux traditionnels "concurrents".
- Parution de la bande dessinée The Long Tomorrow de Dan O'Bannon et Mœbius, dans les numéros 7 et 8 du magazine Métal hurlant.

## Nouveaux albums
Voir aussi : Albums de bande dessinée sortis en 1976

### Franco-Belge
| Sortie | Titre                                                                               | Scénariste    | Dessinateur   | Coloriste | Éditeur   |
| ------ | ----------------------------------------------------------------------------------- | ------------- | ------------- | --------- | --------- |
| ?      | Les Aventures extraordinaires d'Adèle Blanc-Sec Tome 1 : Adèle et la Bête           | Jacques Tardi | Jacques Tardi |           | Casterman |
| ?      | Les Aventures extraordinaires d'Adèle Blanc-Sec Tome 2 : Le Démon de la tour Eiffel | Jacques Tardi | Jacques Tardi |           | Casterman |

### Comics
| Sortie | Titre       | Scénariste | Dessinateur | Coloriste | Éditeur |
| ------ | ----------- | ---------- | ----------- | --------- | ------- |
| ?      | à compléter |            |             |           |         |
| ?      | …           |            |             |           |         |

### Mangas
| Sortie | Titre       | Scénariste | Dessinateur | Coloriste | Éditeur |
| ------ | ----------- | ---------- | ----------- | --------- | ------- |
| ?      | à compléter |            |             |           |         |
| ?      | …           |            |             |           |         |

## Naissances
- 8 février : Nicolas Ryser
- 22 février : Nini Bombardier, dessinatrice
- 23 mars : Thomas Cadène, dessinateur
- 28 mars : François Duprat
- 1er avril : Philippe Fenech
- 9 mai : Julien Lamanda
- 19 mai : Alfred
- 19 mai : Gabriel Rodriguez, dessinateur de comics Chilien
- 6 juin : Yannick Corboz
- 27 juin : Erwann Surcouf, illustrateur et dessinateur de bande dessinée français.
- 27 octobre : Guillaume Bianco, dessinateur et scénariste
- 2 novembre : Chloé Cruchaudet
- Naissance de Mathieu Ephrem, Jean Harambat, Brian K. Vaughan

## Décès
- 22 janvier : Fletcher Hanks, auteur de comics
- 27 décembre : André Daix, créateur du Professeur Nimbus
- Décès de : Emilio Freixas, Willy Murphy (auteur de comics)